# United Nations Ocean Conference

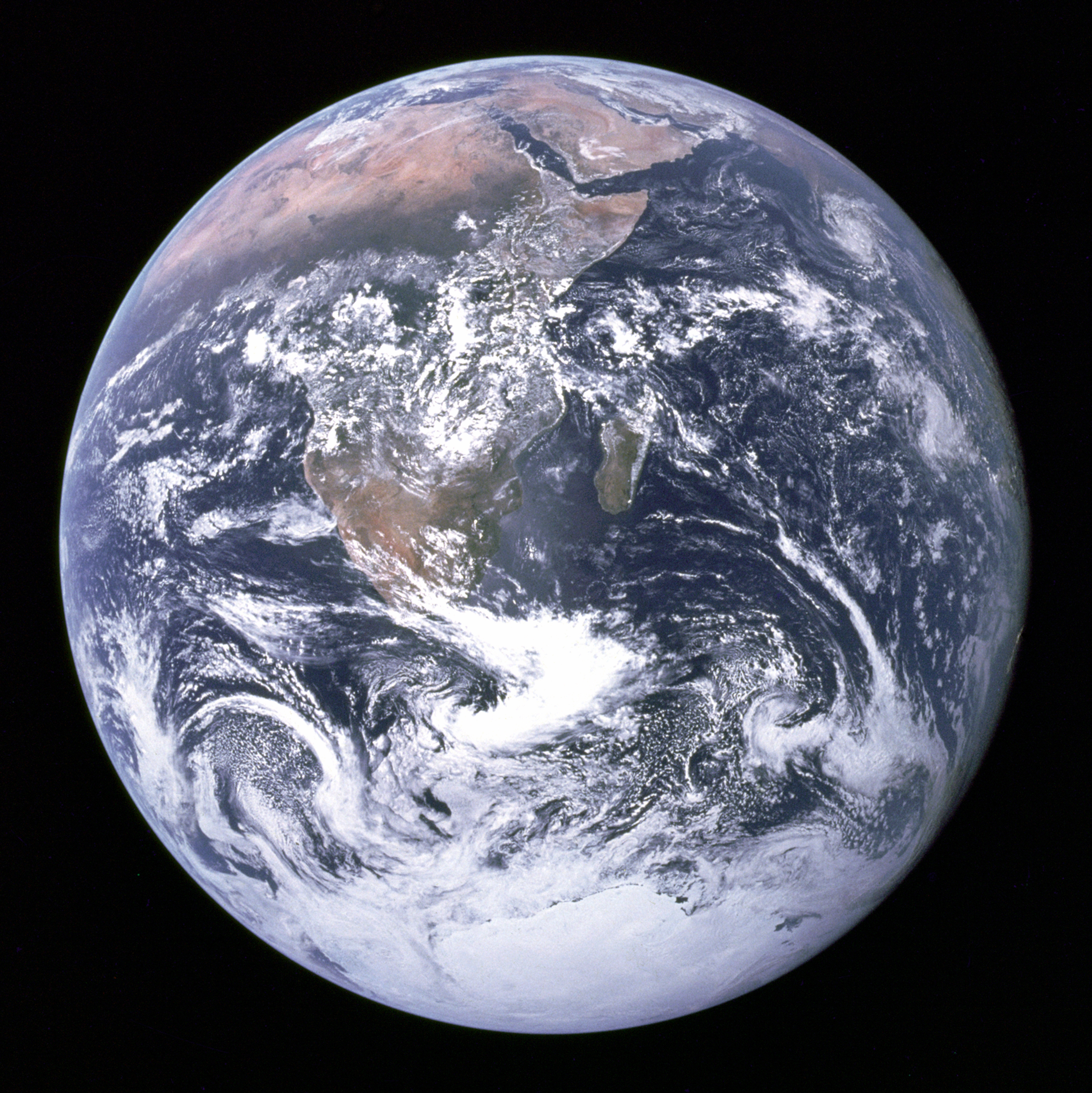
Über 70 Prozent der Erdoberfläche sind Ozeane

Die United Nations Ocean Conference (UNOC, deutsch: Ozeankonferenz) ist eine von den Vereinten Nationen einberufene Serie von Zusammenkünften von Delegationen ihrer Mitgliedsstaaten (meist unter Teilnahme hochrangiger Staatsvertreter) die sich mit Fragen des Schutzes und der Nutzung der Ozeane befassen.

## UNOC1
Die erste United Nations Ocean Conference (UNOC1) fand vom 5. bis 9. Juni 2017 im UNO-Hauptquartier (dem Sitz der Vereinten Nationen) in New York City statt. Ihr Ziel war es, die internationale Zusammenarbeit zum Schutz der Meere zu verbessern und die Verwirklichung des Nachhaltigkeitsziels 14 der Agenda 2030 (Bewahrung und nachhaltige Nutzung der Ozeane, Meere und Meeresressourcen) voranzubringen.

## UNOC2
Die UNOC2 fand vom 27. Juni bis 1. Juli 2022 in Lissabon statt. Sie wurde gemeinsam von Portugal und Kenia organisiert. Die Konferenz konzentrierte sich auf die Umsetzung bestehender Verpflichtungen in konkrete Maßnahmen sowie auf die Stärkung internationaler Partnerschaften zur Bewältigung der zunehmenden Meereskrise.

## UNOC3
Frankreich und Costa Rica organisierten gemeinsam die UNOC3. Sie fand vom 9. bis 13. Juni 2025 in Nizza statt. Es nahmen Vertreter von rund 130 Staaten teil. Die Vereinigten Staaten waren erstmals nicht mit einer offiziellen Delegation vertreten. Auch Wissenschaftler staatlicher US-Organisationen wie NASA oder NOAA fehlten. Anwesend waren aber 140 amerikanische Wissenschaftler privater Institutionen und privater Universitäten.
Leitthema der Konferenz war: „Beschleunigte Maßnahmen und Mobilisierung aller Akteure zum Schutz und zur nachhaltigen Nutzung der Ozeane“. Ziel der Konferenz ist es, dringende Maßnahmen zum Schutz und zur nachhaltigen Nutzung der Ozeane, Meere und Meeresressourcen für eine nachhaltige Entwicklung voranzutreiben und darüber hinaus Mittel und Wege zur Umsetzung des Ziels für nachhaltige Entwicklung (SDG) 14 zu identifizieren.
Zu den wichtigsten Einzelthemen auf der Agenda gehörten:
- das Hochseeabkommen, der erste internationale völkerrechtlich bindende Vertrag zur Anwendung der UN-Seerechtskonvention auf die „Biodiversität jenseits nationaler Gesetzgebung“ (englisch: Biodiversity beyond national legislation, kurz BBNJ). Dessen Text warim Jahr 2023 angenommen worden, wurrde aber bislang noch nicht von genügend Staaten abschließend ratifiziert, um in Kraft treten zu können (nötig sind 60).[10] Auch Deutschland, Österreich und die Schweiz haben das Abkommen unterzeichnet, aber bis Konferenzbeginn noch nicht ratifiziert[11]
- Ausarbeitung von Regeln betreffend die Unterschutzstellung von 30 % der Weltmeere bis spätestens 2030, die im Biodiversitätsrahmenwerk von Montreal  vereinbart wurde
- Reduzierung von Plastikmüll in den Ozeanen, weitere Vorbereitung der Plastikkonvention
- Förderung nachhaltiger Fischerei sowie
- Dekarbonisierung der globalen Schifffahrt

Am Eröffnungstag der Konferenz forderten 33 Staaten aus Europa, Amerika und dem Pazifik ein Moratorium für den Tiefseebergbau. „Die Mineralien, die sich auf dem Meeresboden außerhalb der nationalen Gewässer befinden, sind gemeinsames Erbe der Menschheit“, hieß es in der von Frankreich verbreiteten Erklärung. Ebenfalls am Eröffnungstag stellte die Europäische Union ihren „Europäischen Ozeanpakt“ vor. Er soll später zu einer EU-Richtlinie führen.
Zum Abschluss der Konferenz wurde der „Aktionsplan von Nizza“ verabschiedet, eine Zusammenstellung von Selbstverpflichtungen der einzelnen Teilnehmerstaaten.

## UNOC4
Die UNOC4 soll 2028 gemeinsam von Chile und Südkorea ausgerichtet werden.